# Salvatore Cusa

Salvatore Cusa (* 20. September 1822 in Palermo; † 30. November 1893 ebenda) war ein italienischer Arabist, Paläograph und Diplomatiker.

## Lebenslauf
Salvatore war der Sohn des Barons Girolamo Cusa und der Antonia Amari aus der Familie der Grafen von Sant’Adriano. Nach dem Besuch der Schule bei den Benediktinern von Monreale studierte er Rechtswissenschaften an der Universität Palermo und promovierte 1844 in beiden Rechten. Er beteiligte sich aktiv an der Revolution in Sizilien von 1848, während Garibaldis Zug der Tausend wurde er am 29. Mai 1860 für einige Zeit Bürgermeister der Stadt und war auch für die Verwaltung der Provinz zuständig. Seit 1855 lehrte er Paläographie und Diplomatik an der Universität Palermo. 1875 wurde er Professor für Arabische Sprache und Literatur. Für viele Jahre war er Dekan der Philosophischen Fakultät. Er gehörte zu den Gründern und ersten Dozenten der Scuola di paleografia e diplomatica am Staatsarchiv Palermo. In der 1873 gegründeten Società siciliana per la storia patria gehörte er mit Raffaele Starrabba und Isidoro Carini zu den Initiatoren des Archivio Storico Siciliano und zu den Gründungsmitgliedern und war am 7. April 1893, wenige Monate vor seinem Tod, zum Ehrenvorsitzenden gewählt worden.
Er gehörte zum Organisationskomitee des IV. Kongresses der italienischen Naturwissenschaftler in Palermo 1863 und war Vizepräsident einer Sektion des IV. Internationalen Orientalistenkongresses in Florenz 1878.
Cusa erstellte einen Katalog der in Palermo vorhandenen arabischen Handschriften und veröffentlichte „Il libro intorno alle Palme“, Übersetzung eines arabischen Textes aus einer Handschrift der Biblioteca nazionale (heute Biblioteca Centrale della Regione Siciliana). Dazu veröffentlichte er eine Abhandlung über die Geschichte der Dattelpalme in Sizilien.
Unersetzt ist seine 1982 nachgedruckte Publikation von über zweihundert griechischen, arabischen oder arabisch-griechischen Urkunden aus sizilianischen Archiven und Bibliotheken. Der zeitliche Rahmen der Veröffentlichung reicht vom Beginn der normannischen Herrschaft gegen Ende des 11. Jahrhunderts bis 1629, davon stammen 160 Stücke aus dem 12. Jahrhundert, über dreißig aus dem 13. Jahrhundert. Dass es sich beim Kodikellos des Christodulos um die Verleihung eines byzantinischen Rangtitels handelte, war von ihm richtig erkannt worden, fand allerdings bei seinen Landsleuten nicht allgemein Beachtung. Zwar liegen für einzelne Stücke Korrekturen, Ergänzungen oder neue Editionen vor, wann eine moderne kritische Edition seine Veröffentlichung ersetzen wird, ist derzeit nicht abzusehen.

## Schriften (Auswahl)
- Codicum orientalium qui Panormi in R. Bibliotheca asservantur catalogus. Panormi : ex Tip. F. Lao, 1882[3]
- I diplomi greci ed arabi di Sicilia, pubblicati nel testo originale, tradotti e illustrati I (in 2 Teilen). Nachdruck der Ausgaben Palermo 1868 und 1882. Mit einem Vorwort von Albrecht Noth.  Köln-Wien 1982, ISBN 3-412-01679-9 (Digitalisat des ersten Teils von 1868 beim MDZ)
- La palma nella poesia, nella scienza e nella storia siciliana. Introduzione di Francesco De Santis. - Rist. anast. - Palermo : Bruno Leopardi, 1998[4]